# ایوا زاسیموسکایتی
ایوا زاسیموسکایتی (به انگلیسی: Ieva Zasimauskaitė) (زاده ۲ ژوئیه ۱۹۹۳) خواننده، ترانه سرا لیتوانیایی است.
او نماینده لیتوانی در مسابقه یوروویژن ۲۰۱۸ بود.